# Ступенчатый вид матрицы
В линейной алгебре матрица считается матрицей ступенчатого вида по строкам если
- все ненулевые строки (имеющие по крайней мере один ненулевой элемент) располагаются над всеми нулевыми строками;
- ведущий элемент (первый ненулевой элемент строки при отсчёте слева направо) каждой ненулевой строки располагается строго правее ведущего элемента в строке, расположенной выше данной.

Вот пример матрицы ступенчатого вида по строкам:
{\displaystyle \left[{\begin{array}{ccc|c}1&a_{1}&a_{2}&a_{3}\\0&4&a_{4}&a_{5}\\0&0&1&a_{6}\end{array}}\right]}
Матрица называется матрицей приведённого ступенчатого вида по строкам (или канонического вида по строкам) если она удовлетворяет дополнительному условию:
- каждый ведущий элемент ненулевой строки - это единица, и он является единственным ненулевым элементом в своём столбце.

Вот пример матрицы приведённого ступенчатого вида по строкам:
{\displaystyle \left[{\begin{array}{ccc|c}1&0&0&b_{1}\\0&1&0&b_{2}\\0&0&1&b_{3}\end{array}}\right]}
Отметим, что левый край матрицы приведённого ступенчатого вида по строкам не обязательно имеет вид единичной матрицы. Например, следующая матрица является матрицей приведённого ступенчатого вида
{\displaystyle \left[{\begin{array}{cccc|c}1&0&{\frac {1}{2}}&0&b_{1}\\0&1&-{\frac {1}{3}}&0&b_{2}\\0&0&0&1&b_{3}\end{array}}\right]}
поскольку константы в третьем столбце не являются ведущими элементами своих строк.